# Erik Månsson Ulfsparre
Erik Månsson Ulfsparre, död 25 september 1564 i Stockholm, var en svensk häradshövding och ståthållare.

## Biografi
Erik Ulfsparre var son till häradshövdingen Måns Påvelsson i Norra Vedbo härad och Elin Larsdotter. Han blev 1532 väpnare och var från 1547 häradshövding på Visingsö, samt uppsyn över sex härader i Småland. Ulfsparre blev 20 febrarui 1551 häradshövding i Norra Vedbo härad och hövitsman över kungliga majestäts skyttar i Småland. Han blev 15 mars 1553 knekthövitsman i Södra Vedbo härad, Norra Vedbo härad, Ydre härad, Vista härad och Tveta härad. Ulfsparre blev 23 maj 1560 ståthållare på Kalmar slott. Han avled 1564 i Stockholm och begravdes i Gränna kyrka.
Ulfsparre ägde gårdarna Broxvik i Gränna socken, Öjared i Stora Lundby socken och Källunda i Kärda socken.

### Familj
Ulfsparre gifte sig med Estrid Jönsdotter (död 1597). Hon var dotter till Jöns Jönsson (rosenbjälke eller stjärnbjälke) och Karin Björnsdotter (sparre). De fick tillsammans barnen Jöns Eriksson, ståthållaren Måns Ulfsparre (död 1595), Märta Eriksdotter (död 1616), Christoffer Eriksson (död 1586), lagmannen Göran Eriksson Ulfsparre (1544–1612), Brita Eriksdotter (död 1612) som var gift med ståthållaren Peder Svensson Ribbing, Carin Eriksdotter (död 1627) som var gift med häradshövdingen Bengt Knutsson (Hand), Anna Eriksdotter Ulfsparre (död 1635) som var gift med Sven Jönsson Lillie af Greger Mattssons ätt, ståthållaren Hans Eriksson (Ulfsparre) (död 1616) och Mechtild Eriksdotter (död 1612) som var gift med ståthållaren Ture Jakobsson Rosengren.